# Etnapolis

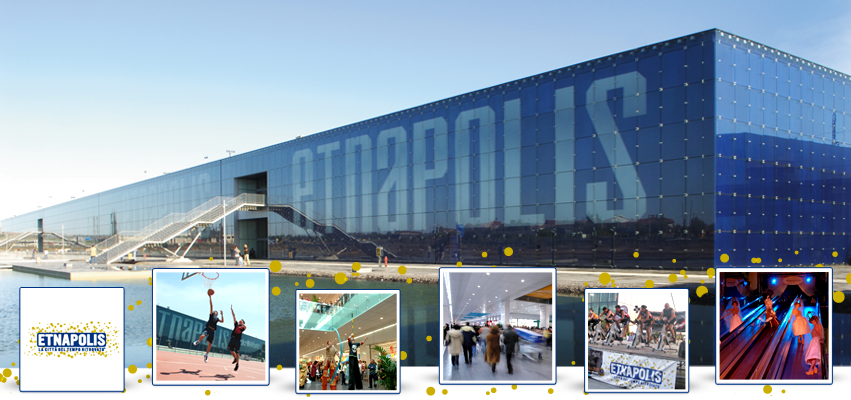
Etnapolis

Etnapolis è un centro commerciale polifunzionale, progettato dell'architetto romano Massimiliano Fuksas e inaugurato il 23 novembre 2005. Si trova nel territorio di Belpasso, lungo la SS 121 Catania - Paternò a cui è collegato con uno svincolo specifico. È definito in vari modi, tra cui "città del commercio" e "città del tempo ritrovato". È il quinto centro commerciale più grande d'Italia, si estende per oltre 1 km ed ha un'area di circa 105000 m², contando oltre 130 negozi, un ipermercato Decò con 3450 m² di area di vendita e 11 ristoranti.

## Localizzazione
Il complesso sorge in contrada Valcorrente, nel territorio del comune di Belpasso (nella città metropolitana di Catania), tra Piano Tavola e Paternò, a pochi chilometri da Catania. Inizialmente sorta come zona industriale, è diventata nel novembre 2005 uno dei centri della grande distribuzione in seguito alla costruzione di Etnapolis.
Nel 2006 sono iniziati i lavori per Etnafiere che costituisce il primo grande polo fieristico del sud Italia. L'11 marzo 2014 è stata inaugurata la fiera. Il padiglione espositivo è costituita da una superficie di 7000 m² e 2 000 di superficie esterna. È un'area totalmente climatizzata, allestita con cento stand e spazi espositivi, un bar, sale riunioni e uffici per gli organizzatori, oltre a una sala convegni.

## L'architettura
Il complesso è articolato in parte su tre e in parte su quattro livelli; di questi due sono sotterranei destinati a parcheggio come pure il tetto, utilizzato anch'esso come parcheggio sopraelevato. La sezione centrale ha la forma di una grande galleria e presenta due livelli di vendita. Le due sezioni est ed ovest invece sono ad un solo livello; con vari settori di vendita quello ovest, ed essenzialmente a servizi, cinema e ristoro quello est. Negli spazi interni la progettazione ha previsto gli spazi pubblici illuminati da luce naturale attraverso grandi lucernari, composti da grandi piani inclinati. Il prospetto principale, realizzato attraverso una "doppia pelle" di rivestimento, ha anche la funzione di vero e proprio spazio pubblicitario ospitando il logo ETNAPOLIS e alcune altre insegne commerciali, come quelle dell'ipermercato e del negozio di elettronica, lungo tutto il lato che si affaccia a sud sulla statale 121, per circa 1 km.

## La realizzazione
Il progetto architettonico è stato curato da Massimiliano Fuksas. Parte del progetto esecutivo e la direzione lavori, così come si evince dagli atti depositati presso gli enti e le banche che hanno finanziato l'opera, è stato curato per l'85 %, subentrando ad altri, dall'ingegnere Biagio Bisignani. La realizzazione del centro commerciale è stata finanziata attraverso un Project Financing, curato dallo Studio Pogliese di Catania, per un importo complessivo di circa 160 milioni di euro, ed è stata gestita dalla società ICC - Italiana Centri Commerciali, che ne ha curato anche la commercializzazione degli spazi.
L'Alis Immobiliare CTA S.p.A. (costituita nel 1998 e controllata del Gruppo Abate Spa) è stata la società proprietaria del Centro Commerciale Etnapolis fino al 30 settembre del 2018, data di cessione alla banca d'affari americana Morgan Stanley.

## Impatto occupazionale e commerciale
Secondo dati forniti dalla provincia di Catania a pieno regime Etnapolis avrebbe dato lavoro a 3.280 persone, ma in atto sembra che la cifra reale sia molto inferiore stante tuttavia la mancanza di dati statistici recenti.
Sulle modalità di selezione ed assunzione per un numero così importante di posti, per di più in una regione a forte tasso di disoccupazione come la Sicilia, si sono create numerose polemiche. Molti ritengono che l'apertura dell'immenso complesso abbia costituito un enorme danno sotto il profilo economico per il tessuto commerciale dei vicini comuni di Paternò e di Belpasso e per le centinaia di piccoli esercizi commerciali nell'area circostante.
I vari punti di ristoro, il cinema multisala e le altre attività che restano aperte fino a tarda sera hanno trasformato Etnapolis, nel centro di ritrovo più affollato nei fine settimana da giovani provenienti soprattutto da Paternò e Belpasso ma anche da altri paesi etnei come Santa Maria di Licodia o Biancavilla.

## Accessi
Etnapolis è raggiungibile da Catania e dalla tangenziale di Catania per mezzo della strada statale 121 in direzione Paternò; la stessa statale ne realizza il collegamento, dall'interno della regione, per mezzo di svincolo dedicato.
Sino al 15 giugno 2024, esso era raggiungibile anche mediante la Ferrovia Circumetnea, in particolare dalla stazione posta all'estremità ovest dello stesso, ovvero quella di Valcorrente.

## Ipermercato
Inizialmente il centro commerciale aprì con l'ipermercato Carrefour, con una GLA di circa 18000 m² e con una superficie di vendita di circa 11500 m². Dal 30 gennaio 2010 il Carrefour viene chiuso per poi riaprire il 5 febbraio 2010 con l'insegna IperFamila del Gruppo Abate, ridimensionando la superficie occupata dall'ipermercato, inizialmente a circa 6000 m², successivamente a 3450 m². A seguito della cessione di un ramo d'azienda al Gruppo Arena, l'ipermercato dal 18 febbraio 2019 cambia insegna diventando Iperstore Decò, senza alterare la superficie lasciata da IperFamila.